# Speyeria brucei
Speyeria brucei är en fjärilsart som beskrevs av Gunder 1927. Speyeria brucei ingår i släktet Speyeria och familjen praktfjärilar. Inga underarter finns listade i Catalogue of Life.